# Kruispunt Radio
Kruispunt Radio was een radioprogramma van Omroep RKK. De eerste radio-uitzending was te horen op 5 oktober 1963. Sinds 5 april 1992 wordt het programma ook op televisie uitgezonden.
Het programma bracht nieuws en actualiteiten uit kerk en samenleving en belichtte het nieuws vanuit rooms-katholiek perspectief. Het programma had elke week één hoofdgast en bracht daarnaast reportages uit het land. Vaste rubrieken waren Aangekruist waarin nieuwe publicaties werden gerecenseerd door een deskundige, en het kaarsje waarin gelovigen werd gevraagd waarom, of voor wie ze een kaarsje hebben gebrand.
Kruispunt Radio werd tot en met 3 januari 2015 elke zaterdag live uitgezonden op NPO Radio 5. Vaste presentator van het programma was Wilfred Kemp, die ook  de televisieversie van Kruispunt presenteerde tot 2020.

## Bron
- Geschiedenis van het programma